# CLC
CLC (hangul: 씨엘씨) är en sydkoreansk tjejgrupp bildad år 2015 av Cube Entertainment.
Gruppen består av de sju medlemmarna Seunghee, Yujin, Seungyeon, Sorn, Yeeun, Elkie och Eunbin.

## Medlemmar

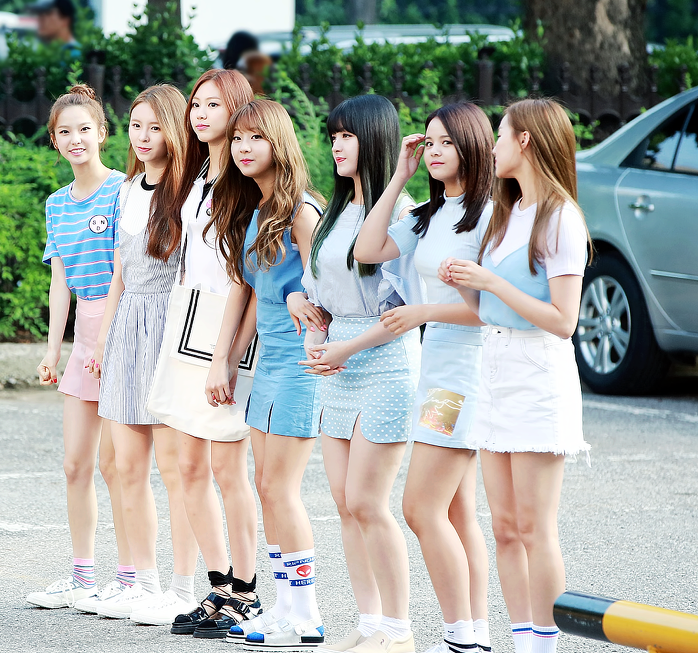
CLC år 2016

| Artistnamn      | Artistnamn | Födelsenamn        | Födelsenamn   | Födelsedatum     | Medlemstid |
| Romanisering    | Hangul     | Romanisering       | Hangul/Hanja  | Födelsedatum     | Medlemstid |
| --------------- | ---------- | ------------------ | ------------- | ---------------- | ---------- |
| Oh Seung-hee    | 오승희     | Oh Seung-hee       | 오승희        | 10 oktober 1995  | 2015-idag  |
| Choi Yu-jin     | 최유진     | Choi Yu-jin        | 최유진        | 12 augusti 1996  | 2015-idag  |
| Jang Seung-yeon | 장승연     | Jang Seung-yeon    | 장승연        | 6 november 1996  | 2015-idag  |
| Sorn            | 손         | Chonnasorn Sajakul | 촌나손 사짜꾼 | 18 november 1996 | 2015-idag  |
| Jang Ye-eun     | 장예은     | Jang Ye-eun        | 장예은        | 10 augusti 1998  | 2015-idag  |
| Elkie           | 엘키       | Chong Ting Yan     | 莊錠欣        | 2 november 1998  | 2016-idag  |
| Kwon Eun-bin    | 권은빈     | Kwon Eun-bin       | 권은빈        | 6 januari 2000   | 2016-idag  |

## Diskografi

### Album
| Albuminformation                              | Topplacering          | Topplacering   |
| Albuminformation                              | Sydkorea (Gaon Chart) | Japan (Oricon) |
| Koreanska                                     | Koreanska             | Koreanska      |
| --------------------------------------------- | --------------------- | -------------- |
| First Love (EP-skiva) - Släppt: 19 mars 2015  | 11                    | —              |
| Question (EP-skiva) - Släppt: 28 maj 2015     | 9                     | —              |
| Refresh (EP-skiva) - Släppt: 29 februari 2016 | 6                     | —              |
| Nu.Clear (EP-skiva) - Släppt: 30 maj 2016     | 16                    | —              |
| Crystyle (EP-skiva) - Släppt: 17 januari 2017 | 10                    | —              |
| Japanska                                      |                       |                |
| High Heels (EP-skiva) - Släppt: 13 april 2016 | —                     | 23             |
| Chamisma (EP-skiva) - Släppt: 27 juli 2016    | —                     | 16             |

### Singlar
| År        | Titel        | Topplacering          | Topplacering   |
| År        | Titel        | Sydkorea (Gaon Chart) | Japan (Oricon) |
| Koreanska | Koreanska    | Koreanska             | Koreanska      |
| --------- | ------------ | --------------------- | -------------- |
| 2015      | "Pepe"       | 143                   | —              |
| 2015      | "Eighteen"   | —                     | —              |
| 2015      | "Like"       | 173                   | —              |
| 2016      | "High Heels" | 120                   | —              |
| 2016      | "No Oh Oh"   | 144                   | —              |
| 2017      | "Hobgoblin"  | 108                   | —              |
| Japanska  |              |                       |                |
| 2016      | "High Heels" | —                     | —              |
| 2016      | "Chamisma"   | —                     | —              |